# Charbel Georges
Charbel Georges, född 28 september 1993, är en svensk fotbollsspelare (mittfältare) som spelar för Enskede IK. Han har tidigare spelat för bland annat IK Sirius i Allsvenskan.

## Karriär
Den 13 december 2017 värvades Georges av IK Sirius, där han skrev på ett treårskontrakt. I juni 2019 lämnade Georges klubben.
Den 6 augusti 2019 skrev Georges på ett halvårskontrakt med Mjällby AIF. Efter säsongen 2019 lämnade han klubben. I februari 2020 återvände Georges till Arameisk-Syrianska IF. Några veckor senare lämnade han dock klubben och gick vidare till Vasalunds IF.
Säsongen 2022 spelade Georges för Hammarby TFF i Ettan Norra. I juli 2023 gick han till division 2-klubben Enskede IK.

## Privatliv
Han är kusin med fotbollsspelaren Jimmy Durmaz. Hans morbror, Sharbel Touma, är även han fotbollsspelare.

## Karriärstatistik
| Klubb                 | Säsong             | Liga                      | Liga    | Liga | Svenska cupen | Svenska cupen | Övrigt  | Övrigt | Totalt  | Totalt |
| Klubb                 | Säsong             | Division                  | Matcher | Mål  | Matcher       | Mål           | Matcher | Mål    | Matcher | Mål    |
| --------------------- | ------------------ | ------------------------- | ------- | ---- | ------------- | ------------- | ------- | ------ | ------- | ------ |
| Arameisk-Syrianska IF | 2011               | Division 2 Södra Svealand | 20      | 6    | 0             | 0             | —       | —      | 20      | 6      |
| Arameisk-Syrianska IF | 2012               | Division 2 Södra Svealand | 15      | 6    | 1             | 1             | —       | —      | 16      | 7      |
| Arameisk-Syrianska IF | Totalt             | Totalt                    | 35      | 12   | 1             | 1             | —       | —      | 36      | 13     |
| Syrianska FC          | 2012               | Allsvenskan               | 0       | 0    | 0             | 0             | —       | —      | 0       | 0      |
| Syrianska FC          | 2013               | Allsvenskan               | 13      | 0    | 3             | 0             | —       | —      | 16      | 0      |
| Syrianska FC          | 2014               | Superettan                | 25      | 3    | 3             | 1             | —       | —      | 28      | 4      |
| Syrianska FC          | 2015               | Superettan                | 15      | 3    | 3             | 0             | —       | —      | 18      | 3      |
| Syrianska FC          | 2016               | Superettan                | 25      | 1    | 2             | 0             | 2       | 0      | 29      | 1      |
| Syrianska FC          | 2017               | Superettan                | 28      | 9    | 1             | 0             | —       | —      | 29      | 9      |
| Syrianska FC          | Totalt             | Totalt                    | 106     | 16   | 12            | 1             | 2       | 0      | 120     | 17     |
| IK Sirius             | 2018               | Allsvenskan               | 11      | 1    | 3             | 1             | —       | —      | 14      | 2      |
| IK Sirius             | 2019               | Allsvenskan               | 0       | 0    | 0             | 0             | —       | —      | 0       | 0      |
| IK Sirius             | Totalt             | Totalt                    | 11      | 1    | 3             | 1             | —       | —      | 14      | 2      |
| Mjällby AIF           | 2019               | Superettan                | 8       | 1    | 1             | 1             | —       | —      | 9       | 2      |
| Arameisk-Syrianska IF | 2020               | Division 2 Södra Svealand | 0       | 0    | 0             | 0             | —       | —      | 0       | 0      |
| Vasalunds IF          | 2020               | Ettan Norra               | 25      | 8    | 1             | 0             | —       | —      | 26      | 8      |
| Vasalunds IF          | 2021               | Superettan                | 24      | 2    | 1             | 0             | —       | —      | 25      | 2      |
| Vasalunds IF          | Totalt             | Totalt                    | 49      | 10   | 2             | 0             | —       | —      | 51      | 10     |
| Hammarby TFF          | 2022               | Ettan Norra               | 8       | 0    | 0             | 0             | —       | —      | 8       | 0      |
| Enskede IK            | 2023               | Division 2 Norra Svealand | 13      | 3    | 0             | 0             | —       | —      | 13      | 3      |
| Totalt i karriären    | Totalt i karriären | Totalt i karriären        | 230     | 43   | 19            | 4             | 2       | 0      | 251     | 47     |

1. ↑  Nedflyttningskvalmatcher mot Vasalunds IF.[12][13]